# Кизилшкол
Кизилшко́л (каз. Қызылшкол) — село у складі Кербулацького району Жетисуської області Казахстану. Входить до складу Алтинемельського сільського округу.
У радянські часи село називалось Ферма № 4 совхоза імені Кірова.
Населення — 303 особи (2021; 353 у 2009, 394 у 1999, 416 у 1989).